# No Joy (remix) / Dead
No Joy (remix) / Dead – EP'ka zespołu Khanate. Wydana tylko na 12-calowej płycie winylowej.

## Lista utworów
1. No Joy (remix) - 9:50
2. Dead - 9:25